# Раскрытая книга (памятник)
Памятник «Раскрытая книга» — памятный символ, установленный в Санкт-Петербурге на Университетской набережной напротив здания СПбГУ. Другое название — «Послание через века». Торжественное открытие памятника состоялось 25 октября 2002 года, в канун празднования 300-летнего юбилея города и 265-й годовщины Василеостровского района.

## Внешний вид
Памятник выполнен из серого гранита в виде раскрытой книги размером 365 х 240 х 90 см, на страницах которой выбит фрагмент поэмы А. С. Пушкина «Медный всадник».

## Создатели
Авторство проекта памятника принадлежит художнику-скульптору Санкт-Петербургского Союза художников России Эвелине Соловьевой, архитектору Олегу Романову, искусствоведу Абраму Раскину и ПО «Возрождение».